# Кассіне
Кассіне (італ. Cassine, п'єм. Cassèine) — муніципалітет в Італії, у регіоні П'ємонт,  провінція Алессандрія.
Кассіне розташоване на відстані близько 460 км на північний захід від Рима, 75 км на південний схід від Турина, 20 км на південь від Алессандрії.
Населення — 2975 осіб (2014).
Щорічний фестиваль відбувається 25 липня. Покровитель — San Giacomo.

## Демографія
Населення за роками:

Станом на 1 січня 2023 року в муніципалітеті офіційно проживало 347 іноземців з 37 країн, серед них 106 громадян країн Євросоюзу та 10 громадян України.

## Уродженці
- П'єтро Рава (*1916 — †2006) — відомий у минулому італійський футболіст, захисник, згодом — футбольний тренер.

## Сусідні муніципалітети
- Аліче-Бель-Колле
- Кастельнуово-Борміда
- Гамалеро
- Маранцана
- Момбаруццо
- Рикальдоне
- Ривальта-Борміда
- Сеццадіо
- Стреві